# Шортланд, Кейт
Кейт Шортланд (англ. Cate Shortland; род. 10 августа 1968) — австралийский кинорежиссёр и сценарист. Наиболее известна по работе над фильмами «16 лет. Любовь. Перезагрузка», «Эрудиция» и «Берлинский синдром». Лауреат премии «AACTA» за лучшую режиссуру (2004).

## Биография
Шортланд родилась в Теморе, Новый Южный Уэльс. Она окончила Австралийскую школу кино, телевидения и радио, где получила награду «Южная звезда» как самый перспективный студент.

## Личная жизнь
С 2009 года Шортланд замужем за режиссёром Тони Кравицем. У них есть двое приёмных детей.

## Фильмография

### Режиссёр
- Дом вверх дном (короткометражка, 1998)
- Девочка-цветок (короткометражный, 1999)
- Джой (короткометражка, 2000)
- Наша секретная жизнь (телесериал, 2001—2003)
- 16 лет. Любовь. Перезагрузка (2004)
- Тишина (телефильм, 2006)
- Эрудиция (2012)
- Берлинский синдром (2016)
- Чёрная вдова (2021)

### Сценарист
- Дом вверх дном (короткометражка, 1998)
- Девочка-цветок (короткометражный, 1999)
- Джой (короткометражка, 2000)
- 16 лет. Любовь. Перезагрузка (2004)
- Удар (мини-сериал, 2011)
- Эрудиция (2012)
- Прибежище Дьявола (мини-сериал, 2014)
- Галлиполийская история (мини-сериал, 2015)
- Случай в Кеттеринге (телесериал, 2016)
- Берлинский синдром (2016)